# Humán genom
A humán genom a Homo sapiens genomja. 23 kromoszómapárból és kb. 3 milliárd DNS bázispárból áll. A Human Genom Project a humán genom eukromatinjának referenciaszekvenciáját hozta létre, melyet világszerte használnak az orvosbiológiai kutatásokban.

## Jellemzői

### Kromoszómák

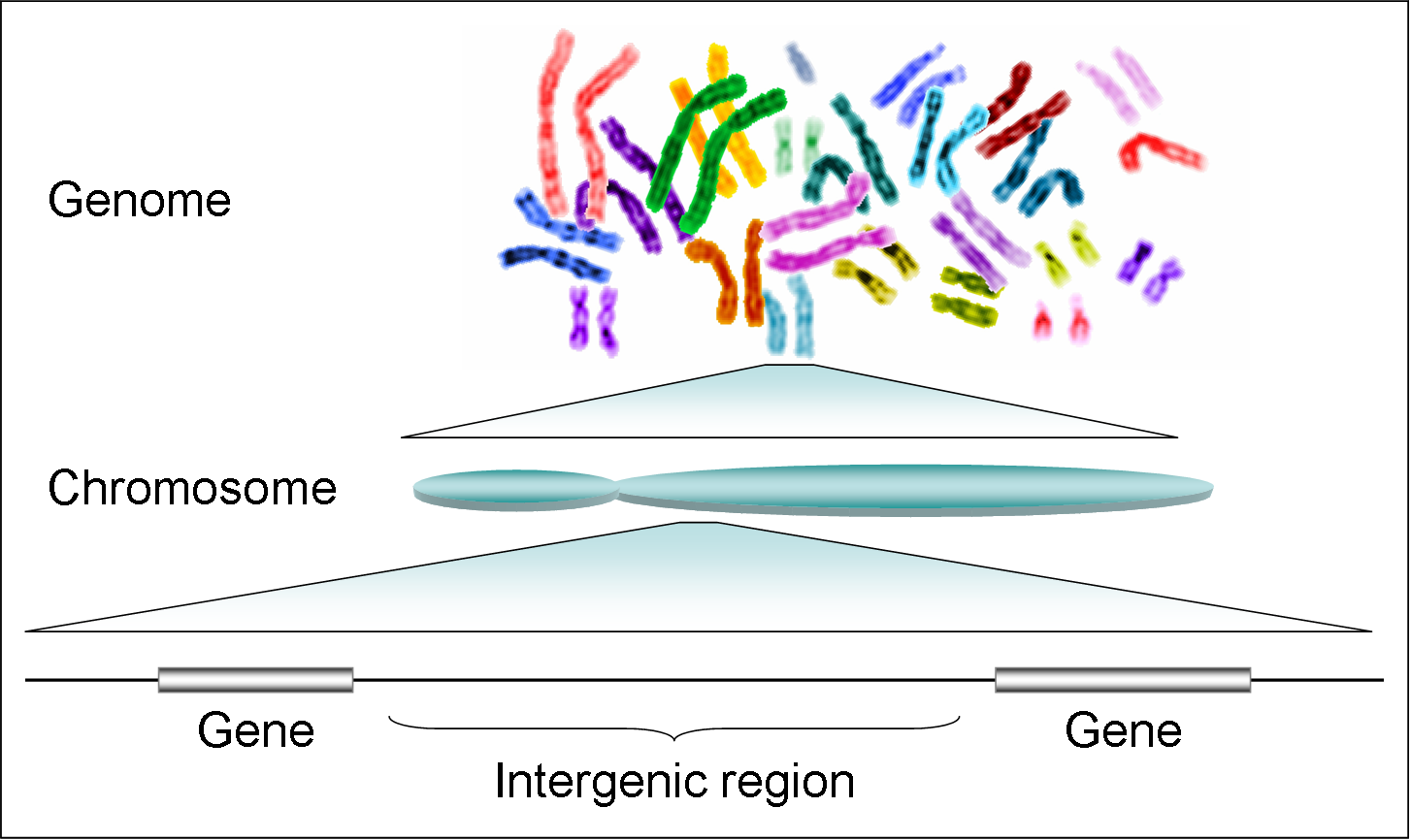
A humán genom 46 kromoszómából áll, melyeknek mindegyike több ezer gént és intergénikus szakaszt tartalmaz. Az intergénikus szakaszok tartalmazhatnak szabályozó szekvenciákat és hulladék DNS-t is.

24 különböző féle kromoszóma van, 1-22 autoszóma és kétféle gonoszóma (X és Y). Az autoszómák csökkenő sorrendben vannak számozva. A testi sejtek minden autoszómából tartalmaznak egy példányt mindkét szülőtől, illetve egy X-kromoszómát az anyától, és vagy egy X-et, vagy egy Y-t az apától. Így jön ki az emberi 46-os kromoszómaszám.

### Gének
Azon gének számát, melyek fehérjét kódolnak, 20 000-25 000 közé becsülik. Ez a szám kezdetben 100 000-nél is több volt, viszont a genom szekvenálási stratégiák fejlődésével, a gének szabályozásában megfigyelt komplexitással ez a szám tovább csökkenhet.
A humán genomban kevesebb gén található, mint egyes modellszervezetfajokban (Caenorhabditis elegans és Drosophila melanogaster). Azonban az emberi sejtek fokozottabban használják az alternatív splicing mechanizmusát, így egy génből több fehérje terméket is létrehozhatnak. A humán proteom is sokkal nagyobb, mint az előbb felsorolt élőlényekben.
A legtöbb humán génben számos exon található, és az intronok is sokkal hosszabbak az exonoknál.
A humán gének a kromoszómákon belül egyenlőtlenül vannak elosztva. Minden kromoszóma tartalmaz génekben gazdag és szegény régiókat, melyek összefüggésben vannak a kromoszómasávokkal és a GC-tartalommal. Ennek a nem véletlenszerű géndenzitási mintázatnak a jelentősége nem igazán ismert.
A fehérjét kódoló géneken kívül a humán genom rendelkezik több ezer RNS génnel, beleértve a transzfer RNS-t, riboszomális RNS-t, mRNS-t és más nem fehérjekódoló RNS géneket.

### Szabályozó szekvenciák
A humán genomban számos szabályozó szekvencia van, melyek kulcsszerepet játszanak a génexpresszióban, azaz a gének kifejeződésében. Ezek tipikusan rövid szakaszok, melyek általában a gének közelében helyezkednek el. Annak a megértése, hogy ezek a szekvenciák hogyan működnek együtt, hogyan alkotják a gén expressziós hálózatot, az a komperatív genomikai kutatások feladata.

### Nem kódoló DNS
Fehérjekódoló szekvenciák (exonok) a humán genomnak mindössze 1,5%-át teszik ki. A géneken és az ismert szabályozó szekvenciákon kívül genomunk tartalmaz funkciótlan (illetve jelenleg nem ismert funkciójú) DNS-régiókat. Ezek jelentik a genom 97%-át. Nagy részük ismétlődő szekvenciákból áll, transzpozonokból és pszeudogénekből, de van egy nagy hányad, mely semmilyen besorolás alá sem esik.
Ezen szekvenciák nagy része evolúciós maradványként tekintettek, melyeknek semmi szerepük sincs, és ezeket gyakran nevezték összességében hulladék DNS-nek. Azonban az Encode projekt feltárta ezen feleslegesnek gondolt génszakaszok funkcióját. A Nature legfrissebb számában ismertetett, az egykori Humán Genom Projekthez hasonlóan ambiciózus feladatot felkaroló, ám az utóbbi évtizedben kifejlesztett legmodernebb technikákat is felhasználó megaprojekt, az ENCODE bebizonyította: a kétkedőknek volt igazuk. Az ENCODE legfontosabb számszerű eredménye az, hogy az emberi DNS-nek legalább 80 százalékához konkrét funkció rendelhető – még ha e funkciót sok esetben nem ismerjük is pontosan. Az emberi genom eme "sötét anyagáról" a Science is több cikket közöl, távolról sem csak a szoros értelemben vett fehérjekódoló DNS-szakaszok tekinthetők "funkcionálisnak". Feladat köthető ugyanis valamennyi olyan kromoszóma-régióhoz, amely a fehérjekódoló DNS-szakaszok kifejeződésének szabályozásában részt vesz akár serkentő, akár gátló módon. S bár szerepükre csak az utóbbi évek felfedezései nyomán kezd lassan fény derülni, szinte bizonyosan funkcióval rendelkezik az ún. nem kódoló – vagyis a DNS-ről lemásolódó, de fehérjévé át nem fordítódó – RNS-ek jelentős hányada is, jobbára azáltal, hogy a fehérjekódoló RNS-ek mennyiségét szabályozzák. DNS microarrayt alkalmazó kutatások kimutatták, hogy a nem kódoló régiók nagy részletei átíródnak RNS-be, mely azt jelentheti, ezen transzkriptumoknak ismeretlen funkciójuk van. 
Mivel az emlős genomok között vannak evolúciós maradványok, és ezek nem magyarázhatók kizárólag a kódoló régiók felhasználásával, ezért valószínűsíthető a nem kódoló szakaszok funkcionális jellege. 
E funkció lehet a fehérjekifejeződés szabályozása, vagy az egyedfejlődésben lehet szerepe.

## Variáció
A humán genetikus variációkról szóló kutatások az egypontos nukleotid-polimorfizmusra (angolul: Single Nucleotide Polymorphism, rövidítve SNP) fókuszáltak, melyek egyszerű báziskicserélődések a kromoszómákon. A legtöbb vizsgálat szerint az SNP-k száma 1:100 és 1:1000 bázispár között van az eukromatikus régiókban, habár nem mutatnak homogén eloszlást. Így nem módosul a számos genetikus által vallott megállapítás, miszerint minden ember 99%-ban genetikailag megegyezik. Egy nagy volumenű SNP variáció katalogizálás folyik az International HapMap Project keretein belül.
A genomikus lókuszok és bizonyos típusú ismétlődő szekvenciák hossza nagyfokú variabilitást mutat az emberek között, mely így a DNS ujjlenyomatnak és az apasági tesztnek az alapját jelentik. A heterokromatikus régiók, melyek nagyságát néhány száz millió bázispárra becsülik, ugyancsak jelentős variabilitást mutatnak (habár megjegyzendő, hogy a jelenlegi technikákkal az ismétlődések miatt nem szekvenálhatók pontosan). Ezen szakszok nem tartalmaznak géneket, és nem valószínű, hogy jelentős fenotípusos jegyeket okoznak.
A legtöbb őssejtekben bekövetkező mutáció életképtelen embriót eredményez, azonban a genetikai betegségek tekintélyes részét nagy méretű genomikus abnormalitások okozzák. 
Az autoszomális kromoszómák betegségei például a Down-szindróma. A nemi kromoszomális betegségek közé tartozik a Turner-szindróma, Klinefelter-szindróma.
De általában a genetikai betegségeket monogénes, poligénes (azaz multifaktoriális) és kromoszómális betegségekre oszthatjuk.

## Evolúció
Az emlős genomok komperatív genomikai tanulmányozása során kapott eredmények alapján úgy becsülik, hogy genomunk 5%-a konzerválódott az evolúció során azon fajok szétválása óta, melyek génjeink és szabályozó szekvenciáink nagy részét tartalmazzák. Mivel a gének és szabályozó régiók a genomnak mindössze 2%-át teszik ki, valószínűsíthető, hogy több ismeretlen, mint ismert funkciójú szekvenciát találunk. 
A legtöbb emlős számos génen osztozik.
A csimpánzgenom kb. 98%-ban egyezik a humán genommal. Átlagban, egy tipikus emberi fehérjét kódoló gén 2 aminosavban különbözik a csimpánz megfelelőjétől. Csak az emberi gének egyharmadának van ugyanolyan fehérje produktuma, mint a csimpánzban lévő megfelelőjének. A legfőbb különbség a két faj között a 2-es kromoszóma, mely a csimpánz 12-es és 13-as kromoszómák fúziójának eredménye. Az ember elvesztette szaglóreceptorainak nagy részét az evolúció során, ezért a legtöbb emlőshöz képest sokkal rosszabb a szaglásunk. Evolúciós bizonyítékok azt is mutatják, hogy emberben és más főemlősökben a színlátás fejlődése csökkentette a kifinomult szaglás fontosságát.

## Mitokondriális genom
A humán mitokondriális genom, melyet gyakran nem a humán genom részeként kezelnek, nagy érdeklődésre tart számot a genetikusok között legfőképp a mitokondriális betegségek miatt. Azonban evolúciós kutatásokban is kulcsszerepe van, hiszen a mitokondriumok kutatásával állították fel a mitokondriális Éva hipotézisét is.